# Banba (eponim)
Banba (Banbâ, w transliteracji z pisma klinowego zapisywane najczęściej mban-ba-a, mba-an-ba-a i mba-am-ba-a; znaczenie nieznane) – wysoki dostojnik za rządów asyryjskiego króla Asarhaddona (681-669 p.n.e.), noszący tytuł „drugiego wezyra” (sukkallu šaniu). Według Asyryjskiej listy eponimów w 676 r. p.n.e. sprawował też urząd limmu (eponima). Jego imieniem jako eponima datowane są dokumenty prawne z Niniwy, Aszur, Kalhu, Dur-Katlimmu (Magdalu) i Sam’al oraz kilka inskrypcji królewskich Asarhaddona. W tekstach tych konsekwentnie nosi on tytuł sukkallu šaniu (LÚ.SUKKAL 2, LÚ.SUKKAL 2-u, LÚ.SUKKAL 2-ú), natomiast widniejący obok jego imienia w jednej z kopii Asyryjskiej listy eponimów (A 9) tytuł „potężnego wezyra” (sukkallu dannu) uznaje się zazwyczaj za pisarski błąd – skryba przepisujący tekst najprawdopodobniej nieświadomie powtórzył w tym miejscu tytuł wcześniejszego eponima, Abi-ramu, który nosił właśnie tytuł sukkallu dannu. Banba i jego córka mogli być zamieszani w próbę zamachu stanu z 670 r. p.n.e., gdyż wzmianki o nich pojawiają się w dwóch listach Nabu-rehtu-usura do Asarhaddona, dotyczących właśnie próby zamachu stanu z 670 r. p.n.e.. W obu przypadkach kontekst jest jednak nieznany, gdyż listy są w tych miejscach mocno uszkodzone.